# Moresby Parks
Moresby Parks – przysiółek w Anglii, w Kumbrii. Leży 2,6 km od miasta Whitehaven, 54,6 km od miasta Carlisle i 410,6 km od Londynu. W 2015 miejscowość liczyła 1220 mieszkańców.